# Rivas-Vaciamadrid
Rivas-Vaciamadrid es un municipio y localidad española de la Comunidad de Madrid, situada a 16 km de Madrid, junto a la A-3. Cuenta con una población de 101 949 habitantes (INE 2024).
Tres cuartas partes del término municipal forman parte del parque regional del Sureste. Allí confluyen, entre cantiles yesíferos, los ríos Jarama y Manzanares. Junto a sus cauces se han ido formando, como consecuencia de una prolongada actividad de extracción de áridos, numerosas lagunas donde anidan especies de anátidas que conviven con una colonia de doscientas cigüeñas y con los halcones y milanos de los riscos.
Su población creció vertiginosamente desde los escasos 500 vecinos de 1980 a los casi 102 000 de 2024, dando lugar a un asentamiento de aluvión que es considerado como el de mayor expansión demográfica de Europa.[cita requerida] Los barrios Covibar y Pablo Iglesias fueron construidos por cooperativas, el primero vinculado a Comisiones Obreras y al Partido Comunista de España, y el segundo a la Unión General de Trabajadores y al Partido Socialista Obrero Español. Es un municipio que forma parte del conocido como «cinturón rojo» de la comunidad autónoma.

## Geografía
Limita al norte con Madrid (distrito de Vicálvaro) y con San Fernando de Henares, al sur con Arganda del Rey, Getafe y San Martín de la Vega, al este con Mejorada del Campo y Velilla de San Antonio, y al oeste con Madrid (distritos de Vicálvaro y Villa de Vallecas). Se ubica a 15 km de Madrid y a 21 km de Alcalá de Henares, junto a la A-3. El río Manzanares desemboca en el Jarama al sur del municipio. Está situado en la zona este del área metropolitana de Madrid.
| Noroeste: Madrid | Norte: Madrid y San Fernando de Henares | Nordeste: Mejorada del Campo |
| Oeste: Madrid    |                                         | Este: Velilla de San Antonio |
| Suroeste: Getafe | Sur: San Martín de la Vega              | Sureste: Arganda del Rey     |

### Clima
Rivas-Vaciamadrid tiene un clima de tipo Csa (templado con verano seco y caluroso) según la clasificación climática de Köppen.
| Parámetros climáticos promedio de Rivas-Vaciamadrid en el periodo 1969-1982 | Parámetros climáticos promedio de Rivas-Vaciamadrid en el periodo 1969-1982 | Parámetros climáticos promedio de Rivas-Vaciamadrid en el periodo 1969-1982 | Parámetros climáticos promedio de Rivas-Vaciamadrid en el periodo 1969-1982 | Parámetros climáticos promedio de Rivas-Vaciamadrid en el periodo 1969-1982 | Parámetros climáticos promedio de Rivas-Vaciamadrid en el periodo 1969-1982 | Parámetros climáticos promedio de Rivas-Vaciamadrid en el periodo 1969-1982 | Parámetros climáticos promedio de Rivas-Vaciamadrid en el periodo 1969-1982 | Parámetros climáticos promedio de Rivas-Vaciamadrid en el periodo 1969-1982 | Parámetros climáticos promedio de Rivas-Vaciamadrid en el periodo 1969-1982 | Parámetros climáticos promedio de Rivas-Vaciamadrid en el periodo 1969-1982 | Parámetros climáticos promedio de Rivas-Vaciamadrid en el periodo 1969-1982 | Parámetros climáticos promedio de Rivas-Vaciamadrid en el periodo 1969-1982 | Parámetros climáticos promedio de Rivas-Vaciamadrid en el periodo 1969-1982 |
| Mes | Ene.                                                                        | Feb.                                                                        | Mar.                                                                        | Abr.                                                                        | May.                                                                        | Jun.                                                                        | Jul.                                                                        | Ago.                                                                        | Sep.                                                                        | Oct.                                                                        | Nov.                                                                        | Dic.                                                                        | Anual                                                                       |
| --- | --------------------------------------------------------------------------- | --------------------------------------------------------------------------- | --------------------------------------------------------------------------- | --------------------------------------------------------------------------- | --------------------------------------------------------------------------- | --------------------------------------------------------------------------- | --------------------------------------------------------------------------- | --------------------------------------------------------------------------- | --------------------------------------------------------------------------- | --------------------------------------------------------------------------- | --------------------------------------------------------------------------- | --------------------------------------------------------------------------- | --------------------------------------------------------------------------- |
| Temp. media (°C) | 5.8                                                                         | 7.6                                                                         | 9.1                                                                         | 11.8                                                                        | 15.3                                                                        | 20.5                                                                        | 24.8                                                                        | 24.3                                                                        | 20.5                                                                        | 14.7                                                                        | 9.0                                                                         | 5.8                                                                         | 14.1                                                                        |
| Precipitación total (mm) | 68,3                                                                        | 52,4                                                                        | 44,2                                                                        | 55,4                                                                        | 58,7                                                                        | 36,3                                                                        | 15,6                                                                        | 23,8                                                                        | 34,9                                                                        | 48,2                                                                        | 49,2                                                                        | 62,4                                                                        | 549,3                                                                       |
| Fuente: Ministerio de Agricultura y Pesca, Alimentación y Medio Ambiente. Datos de precipitación para el periodo 1969-1982 y de temperatura para el periodo 1969-1982 en Rivas-Vaciamadrid 10 de noviembre de 2012 |                                                                             |                                                                             |                                                                             |                                                                             |                                                                             |                                                                             |                                                                             |                                                                             |                                                                             |                                                                             |                                                                             |                                                                             |                                                                             |

## Historia

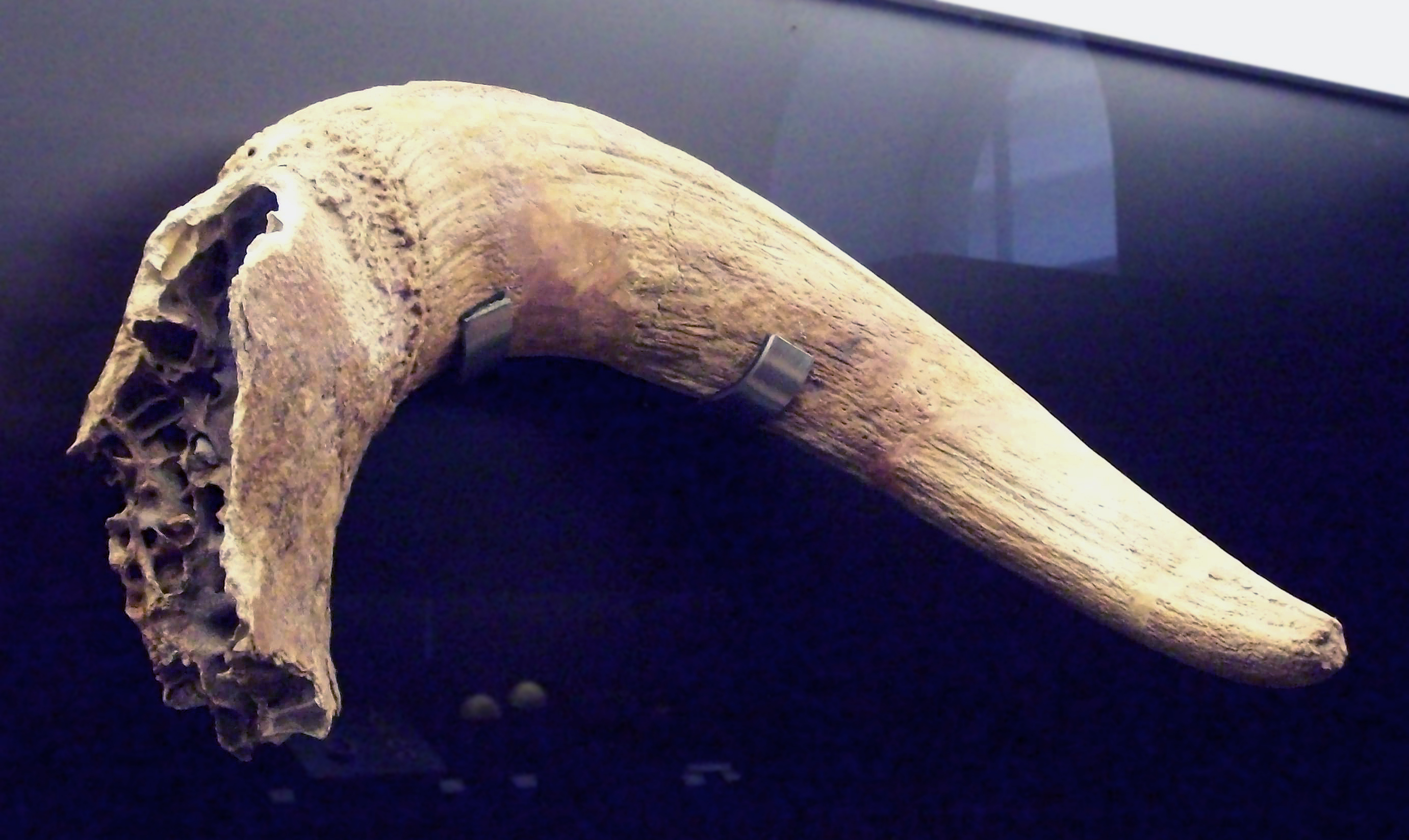
Asta de uro de 200 000 años AP (Achelense) hallada en Rivas-Vaciamadrid

Rivas fue edificada en el año 1100 por el capitán quiñonero segoviano Guillermo de Ribas, a iniciativa del Concejo de Segovia, utilizando su apellido como nombre para la nueva villa. Fue parte del obispado de Segovia hasta el 1190 cuando Alfonso IX la tomó para sí.
El municipio de Rivas incorporó en 1845 Vaciamadrid, entidad perteneciente a la villa de Vallecas, cambiándose el nombre por Ribas de Jarama (que se alternó con Rivas de Jarama en ciertos periodos). Eran dos pequeños pueblos con la población muy dispersa. Estos pueblos quedaron destruidos durante la guerra civil española por encontrarse en el frente y fueron reconstruidos por la Dirección General de Regiones Devastadas en 1954 como un solo núcleo, cambiando el nombre de Ribas de Jarama por el actual de Rivas-Vaciamadrid.
El nombre Vaciamadrid procede del árabe Faḥṣ Maŷrit, que significa «campo de Madrid», por encontrarse en ese lugar, en época andalusí, algunos de los campos de cultivo que abastecían a la población de Madrid. Junto a Faḥṣ Maŷrit se encontraba un paraje de nombre similar, Faḥṣ al-Madina o «campo de la ciudad», que después evolucionó a Salmedina. Otra hipótesis sitúa su origen en el también árabe Manzil Maŷrit, que significa 'el parador de Madrid', en referencia a una posada para caminantes. Fue después Mazalmadrit, y luego Haçalmadrit. Con los siglos, olvidado ya su significado original, se confundieron ambas palabras con la expresión «Va hacia Madrid».
A partir de los años 1980 comenzaron a construirse urbanizaciones a 4 km del pueblo en dirección a Madrid. Pronto este nuevo núcleo, conocido como Rivas-Urbanizaciones, tuvo más población que el casco histórico. Desde entonces el planeamiento urbanístico ha ido encaminado a unir los dos núcleos, algo que ya se ha conseguido debido al fuerte crecimiento poblacional de este municipio.
Las primeras urbanizaciones fueron las conocidas como Pablo Iglesias (viviendas tipo dúplex) y Covibar (Cooperativa Obrera de Viviendas Baratas). Posteriormente buena parte del crecimiento se ha basado en viviendas unifamiliares.
En 2004 se aprobó, mediante un acuerdo con el Ayuntamiento de Madrid, la alteración del término municipal con el distrito de Vicálvaro. La razón era la siguiente: al construirse la colonia Covibar, una parte del barrio se adentraba en el término municipal de Madrid (zona conocida como Covibar-Madrid), concretamente la colonia de casas situada al norte de la avenida Covibar y en torno a la avenida de Dolores Ibárruri. Esta zona pertenecía al distrito madrileño de Vicálvaro y por tanto los impuestos municipales iban a parar a las arcas de Madrid. Sin embargo esta zona se encontraba totalmente aislada del resto de la ciudad de Madrid, unida al municipio de Rivas-Vaciamadrid y sufría el abandono del consistorio madrileño, hecho que en la década de 1980 propició una oleada de delincuencia debido sobre todo a que el municipio de Rivas-Vaciamadrid es vigilado por la Guardia Civil y el de Madrid por la policía nacional y por tanto la Guardia Civil no podía actuar en esa zona mientras que la comisaría de policía más cercana se encontraba a más de 10 kilómetros.
Finalmente y tras alcanzarse el acuerdo, esta zona fue cedida por el Ayuntamiento de Madrid al Ayuntamiento de Rivas-Vaciamadrid, a cambio de unos terrenos deshabitados en la zona de Los Berrocales, donde se edificará un nuevo barrio perteneciente al municipio de Madrid.
Respecto a transportes históricos, el término municipal fue atravesado por el antiguo ferrocarril de vía estrecha de Madrid a Arganda, más tarde conocido como ferrocarril del Tajuña. Gran parte de su línea ha sido aprovechada para el tramo de superficie de la línea 9 de Metro de Madrid, que lleva a Arganda del Rey.

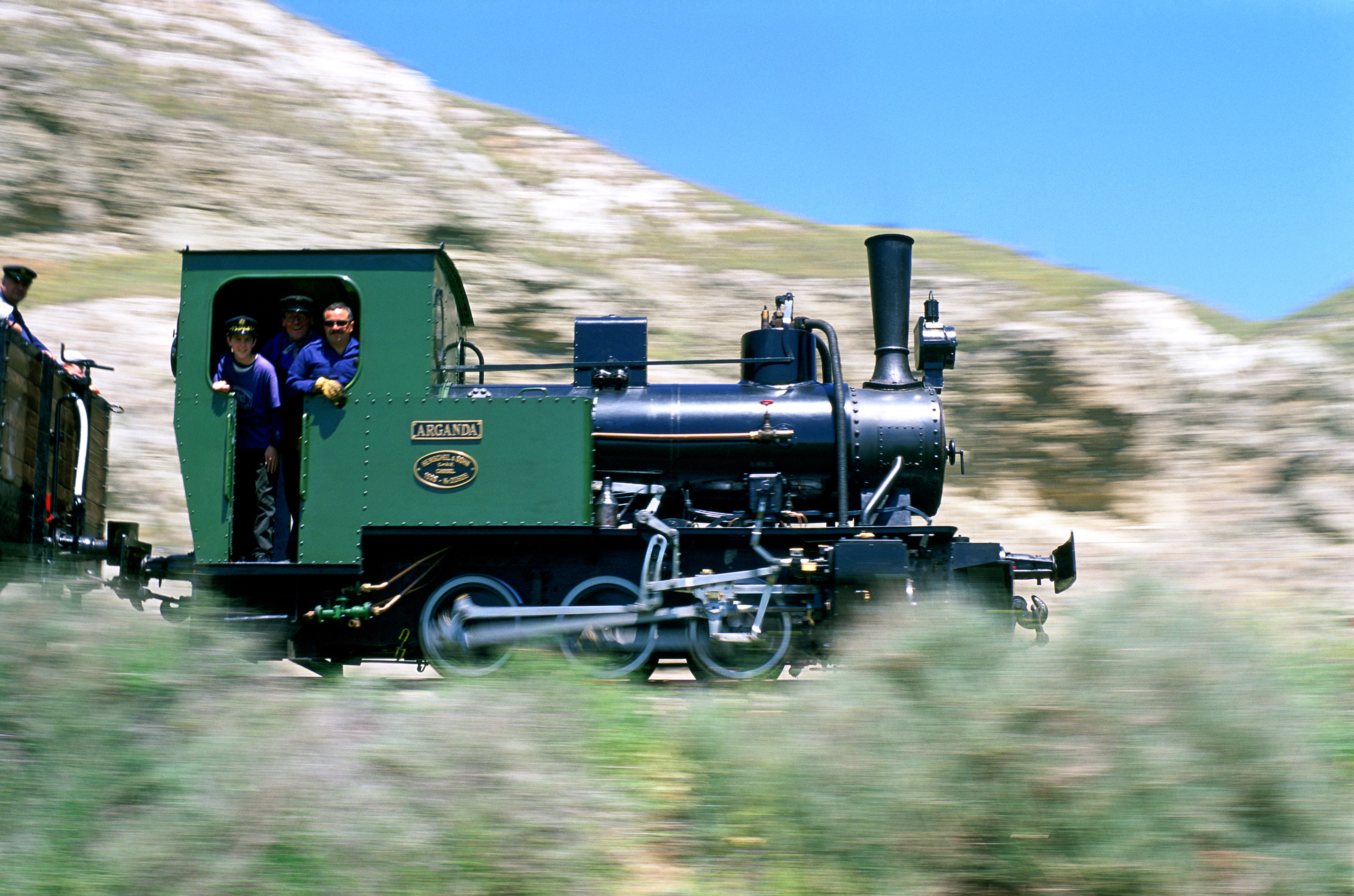
Locomotora Henschel Arganda, año 1925, de la asociación Vapor Madrid, circulando al pie de los cantiles yesíferos de Rivas-Vaciamadrid

Actualmente un ferrocarril turístico circula en un tramo de cerca de tres kilómetros del antiguo ferrocarril del Tajuña, desde la Laguna del Campillo (de Rivas-Vaciamadrid) hasta la antigua estación de La Poveda (de Arganda del Rey). Gran parte del recorrido discurre por el término municipal de Rivas-Vaciamadrid, bordeando la laguna y marchando al pie de los cantiles yesíferos, hasta llegar al puente ferroviario sobre el río Jarama.
Una locomotora de vapor del año 1925, la Locomotora Arganda, encabeza el tren turístico de la localidad todos los domingos de primavera y otoño. Esta máquina fue construida en Alemania por la casa Henschel & Sohn, y fue diseñada para ferrocarriles industriales, por su limitada velocidad máxima (20 kilómetros por hora).

## Administración y política

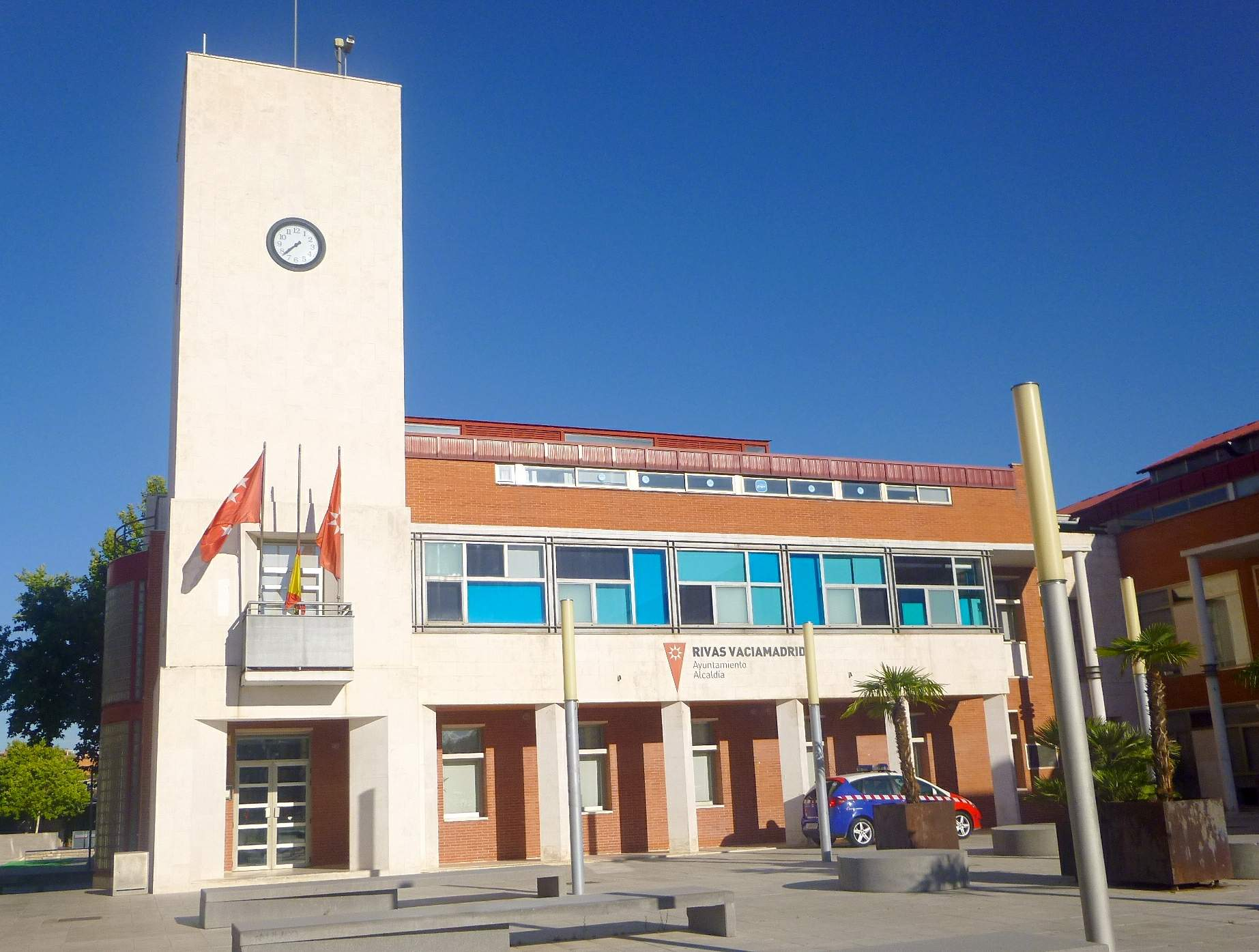
Casa consistorial

La actual alcaldesa de Rivas-Vaciamadrid es Aída Castillejo Parrilla. Asumió el bastón de mando tras la renuncia de su predecesor, Pedro del Cura Sánchez, que logró la alcaldía gracias a los votos favorables de los 7 ediles de su formación, los 2 de Podemos y la abstención de los 7 del PSOE. 
| Periodo   | Nombre                         | Partido | Partido                                  |
| --------- | ------------------------------ | ------- | ---------------------------------------- |
| 1979-1987 | Antonio Martínez Vera          |         | Independiente                            |
| 1987-1991 | Francisco José de Pablo Tamayo |         | Partido Socialista Obrero Español (PSOE) |
| 1991-1992 | Eduardo Díaz Montes            |         | Izquierda Unida (IU)                     |
| 1992-1992 | Candela Cajas Martín           |         | Izquierda Unida (IU)                     |
| 1992-1995 | Antonio Serrano Pérez          |         | Izquierda Unida (IU)                     |
| 1995-2003 | Fausto Fernández Díaz          |         | Izquierda Unida (IU)                     |
| 2003-2014 | José Masa Díaz                 |         | Izquierda Unida (IU)                     |
| 2014-2022 | Pedro del Cura Sánchez         |         | Izquierda Unida (IU)                     |
| 2022-act. | Aída Castillejo Parrilla       |         | Izquierda Unida (IU)                     |

| Partido político                         | 2023  | 2023   | 2023       | 2019  | 2019   | 2019       | 2015  | 2015  | 2015       | 2011  | 2011   | 2011       | 2007  | 2007   | 2007       |
| Partido político                         | %     | Votos  | Concejales | %     | Votos  | Concejales | %     | Votos | Concejales | %     | Votos  | Concejales | %     | Votos  | Concejales |
| Partido Popular (PP)                     | 31,63 | 16 778 | 9          | 9,09  | 4032   | 2          | 16,20 | 6612  | 4          | 26,71 | 9016   | 7          | 23,90 | 6891   | 6          |
| Izquierda Unida (IU)-Equo-Más Madrid     | 29,98 | 15 904 | 9          | 26,22 | 16 778 | 7          | 24,47 | 9988  | 7          | 45,34 | 15 308 | 13         | 45,44 | 13 099 | 12         |
| Partido Socialista Obrero Español (PSOE) | 17,31 | 9185   | 5          | 23,23 | 10 298 | 7          | 13,38 | 5462  | 4          | 13,77 | 4649   | 4          | 21,28 | 6134   | 6          |
| Vox                                      | 8,62  | 4577   | 2          | 6,92  | 3068   | 2          | —     | —     | —          | —     | —      | —          | —     | —      | —          |
| Podemos                                  | 4,08  | 2167   | 0          | 8,48  | 3763   | 2          | —     | —     | —          | —     | —      | —          | —     | —      | —          |
| Ciudadanos (CS)                          | 1,59  | 845    | 0          | 17,35 | 7694   | 5          | 13,44 | 5484  | 4          | —     | —      | —          | —     | —      | —          |
| Rivas Puede                              | —     | —      | —          | 4,10  | 1820   | 0          | 23,31 | 9513  | 6          | —     | —      | —          | —     | —      | —          |
| Ciudadanos de Rivas (CDR)                | —     | —      | —          | —     | —      | —          | 4,10  | 1675  | 0          | 6,58  | 2221   | 1          | 5,39  | 1555   | 1          |

## Servicios

### Educación
En Rivas-Vaciamadrid hay 22 escuelas infantiles (7 públicas y 15 privadas), 15 colegios públicos de educación infantil y primaria, 5 institutos de educación secundaria, 3 colegios privados (con y sin concierto).

### Transporte

#### Ferrocarril
Rivas-Vaciamadrid cuenta con tres estaciones de la línea 9 de Metro de Madrid situadas en el tramo explotado por TFM. En 1999 se inauguraron las dos primeras y en 2008 se añadió una estación intermedia. Pertenecen a la zona B1 del CRTM.
- Rivas-Urbanizaciones: situada en el barrio de Covibar.
- Rivas Futura: situada en el barrio de nueva construcción del mismo nombre cerca del centro comercial H2O.
- Rivas-Vaciamadrid: situada entre la A-3 y la zona denominada comúnmente Rivas-Pueblo, que comprende el casco histórico de Rivas-Vaciamadrid.

#### Carretera
A Rivas-Vaciamadrid se puede acceder mediante:
- A-3: salidas 12 (Rivas-Vaciamadrid oeste), 17 (centro ciudad) y 19 (casco histórico - Rivas-Vaciamadrid este) a la cual se llega desde el centro de Madrid o desde las autovías de circunvalación M-30, M-40, M-45 o M-50.
- M-203: carretera secundaria que une Rivas-Vaciamadrid oeste con Coslada, San Fernando de Henares y el madrileño distrito de Vicálvaro a través del antiguo asentamiento de Rivas de Jarama.

En cuanto a transporte público por carretera, cuenta con diferentes líneas de autobús interurbano del Consorcio de Transportes de Madrid, que comunican la población con:
- Madrid (Conde de Casal):

| Línea | Recorrido                                                     |
| ----- | ------------------------------------------------------------- |
| 331   | Madrid (Conde de Casal) – Rivas (Santa Mónica) - Rivas Futura |
| 332   | Madrid (Conde de Casal) – Rivas Pueblo                        |
| 333   | Madrid (Conde de Casal) – Rivas (Bellavista)                  |
| 334   | Madrid (Conde de Casal) – Rivas Futura                        |
| N301  | Madrid (Conde de Casal) – Rivas Futura                        |
| N302  | Madrid (Conde de Casal) – Rivas Pueblo                        |

- Arganda del Rey y Morata de Tajuña:

| Línea | Recorrido                                                         |
| ----- | ----------------------------------------------------------------- |
| 330   | Rivas-Vaciamadrid – Arganda del Rey (Hospital) - Morata de Tajuña |
| 336   | Madrid (Conde de Casal) – Morata de Tajuña                        |

- Otros municipios del sur:

| Línea | Recorrido                                                         |
| ----- | ----------------------------------------------------------------- |
| 313   | Madrid (Conde de Casal) - Valdilecha                              |
| 326   | Madrid (Conde de Casal) - Ambite - Mondéjar - Driebes             |
| 337   | Madrid (Conde de Casal) - Chinchón - Valdelaguna                  |
| 351   | Madrid (Ronda de Atocha) – Estremera - Barajas de Melo            |
| 352   | Madrid (Ronda de Atocha) - Villarejo - Fuentidueña - Tarancón     |
| 353   | Madrid (Ronda de Atocha) – Villamanrique - Santa Cruz de la Zarza |

Además cuenta con una línea urbana de autobús:
| Línea | Recorrido                        |
| ----- | -------------------------------- |
| 1     | Barrio de La Luna - Rivas Pueblo |

## Demografía
| Gráfica de evolución demográfica de Rivas-Vaciamadrid entre 1842 y 2021 |
| |
| Población de derecho según los censos de población del INE Población de hecho según los censos de población del INEEn este censo se denominaba Rivas: 1842 En estos censos se denominaba Ribas de Jarama: 1857, 1887, 1897, 1900, 1910, 1920, 1930 y 1940 En estos censos se denominaba Rivas de Jarama: 1860 y 1877 Entre el censo de 1857 y el anterior, crece el término del municipio porque recibe la entidad Vaciamadrid de 28514 (Vallecas) |

En el municipio ripense residen unos 18 658 menores de 16 años (un 21,4 % del total de la población del municipio), lo que hace que Rivas-Vaciamadrid tenga una media de edad de 32 años, lo que la convierte en la localidad de más de 20 000 habitantes de la Comunidad de Madrid con la población más joven. Estos datos poblacionales han supuesto una increíble explosión demográfica en las últimas décadas, pues Rivas-Vaciamadrid contaba con 653 habitantes censados en 1981.
El municipio, que tiene una superficie de 67,38 km², cuenta según el padrón municipal para 2019 del INE con 88 150 habitantes (densidad de 1291,2 hab./km² en 2018).

### Población por núcleos
| Núcleos                   | Habitantes (2018) | Varones | Mujeres |
| ------------------------- | ----------------- | ------- | ------- |
| Cañada Real de La Galiana | 1240              | 660     | 580     |
| Casa Eulogio              | 15                | 8       | 7       |
| El Negralejo              | 3                 | 1       | 2       |
| El Piul                   | 8                 | 4       | 4       |
| El Porcal                 | 0                 | 0       | 0       |
| La Partija - Santa Mónica | 70158             | 34769   | 35389   |
| Las Coronas               | 0                 | 0       | 0       |
| Rivas de Jarama           | 9                 | 5       | 4       |
| Rivas-Vaciamadrid         | 14116             | 6997    | 7119    |
| Vaciamadrid               | 0                 | 0       | 0       |

## Cultura

### Fiestas
- Romería del Cristo de Rivas (29 de septiembre).
- Fiestas de Rivas-San Isidro (15 de mayo).
- Fiestas de Covibar (en torno al 23 de junio).

### Deporte
- Uno de los clubes más históricos es Osos de Rivas Osos de Madrid, equipo decano de Madrid de fútbol americano. Varias veces campeón nacional en primera división, y participante en varios campeonatos europeos, con gran tradición en la ciudad, con equipos en todas las categorías, femenino y sin contacto (flag football), una de las más importantes escuelas del país.
- El CP Rivas Las Lagunas, club de hockey sobre patines, es un club de hockey referente en la Comunidad de Madrid. Viene cosechando éxitos deportivos, sus bases consiguen periódicamente competir por el Campeonato de España de este deporte. Su sección femenina llegó a competir en la máxima categoría del hockey femenino sobre patines quedando subcampeonas de la Copa de la Reina. El equipo sénior masculino juega en la liga de OK Plata, la segunda categoría nacional de hockey patines.
- El municipio cuenta con un equipo en la máxima competición nacional de su disciplina: Club Deportivo Tenis de Mesa Rivas en tenis de mesa femenino.
- El Judo Club Rivas.
- El béisbol y el Sóftbol son deportes muy populares. Su máximo representante, Club de Béisbol y Sófbol de Rivas Vaciamadrid compite en la Primera División A de la Liga Nacional de Béisbol.

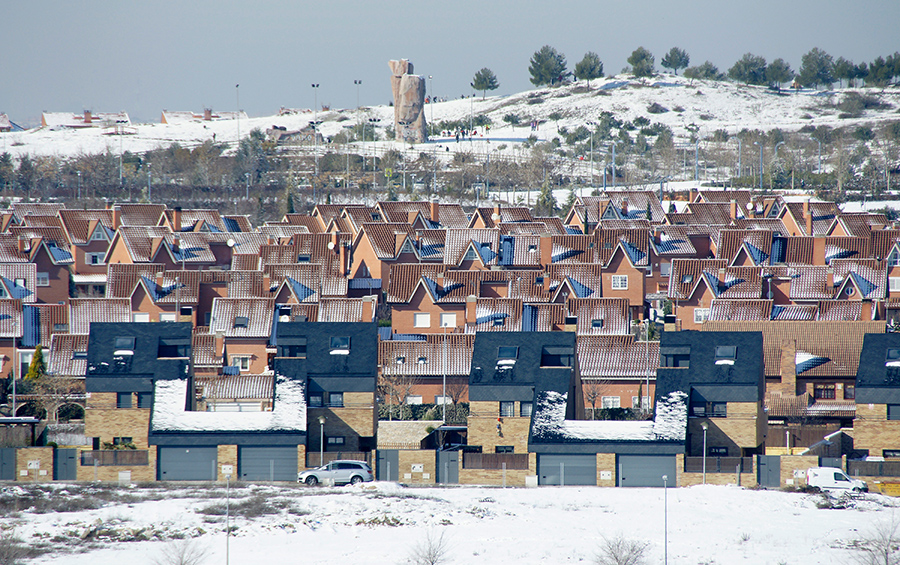
Nieve en Rivas-Vaciamadrid. Rocódromo al fondo

- En voleibol destaca el club A.D. Voleibol Rivas con una trayectoria de más 25 años, durante los cuales ha llegado a tener equipos participando en la división de plata del voleibol español.[15] En la temporada 2020-2021 el club contaba con 13 equipos federados, 11 de ellos en categoría femenina, con un equipo sénior participando en 1.ª División autonómica y el resto repartidos entre juveniles, cadetes, infantiles y alevines; y con 2 equipos de categoría masculina, con un equipo sénior jugando 1.ª División Nacional Masculina y un infantil. El Ayuntamiento de Rivas Vaciamadrid también presta una especial atención a este deporte y promociona una escuela municipal de iniciación que desarrolla sus actividades en el Polideportivo del Sudeste y en las instalaciones de algunos de los colegios de educación primaria del municipio:[16] La escuela, José Hierro, Las Cigüeñas, José Saramago, Los Almendros, Jarama, Hipatia, Rafael Alberti y Victoria Kent.
- En fútbol destacan las escuelas: A.D.C. Parque Sureste, La Escuela, La Meca, Rivas-Vaciamadrid (con equipo femenino) y Rivas Fútbol Club.
- En fútbol sala en la actualidad solo hay un club deportivo, denominado Rivas Futsal, que surge de la fusión en el año 2015 de los clubes Rivas Atlantis y Rivas'95. Su primer equipo compite en la Segunda División.
- En baloncesto destacan tres clubes: C.B. Uros Rivas (que nace en 2015 de la fusión de dos clubes: Rivas Solobasket y C.D. Covibar), A.D.C. Parque Sureste; y uno con solo equipos femeninos: Rivas Ecópolis.
- Otro deporte muy importante en la ciudad es la natación, cuya representante es la Asociación Deportiva Rivas Natación, en cuyas filas se encuentran nadadores que compiten habitualmente en campeonatos nacionales e internacionales.
- También destaca el triatlón, con el club Diablillos de Rivas, que está situado en primera posición en el clasificación nacional de clubes de este deporte. Club que nació en el año 1991, actualmente cuenta con más de 350 triatletas federados desde las categorías menores hasta los más veteranos. Teniendo representación en diferentes pruebas, tanto a nivel escolar como a nivel elite, representando a la Federación Española de Triatlón, así como en todas las modalidades, supersprint, sprint, olímpico, media y larga distancia (IRONMAN).
- También cuenta con un equipo de rugby sénior masculino y femenino, y una escuela para chicos y chicas a partir de los 12 años. Es el Rivas Club de Rugby, que desde 2015 juega en los campos del polideportivo del cerro del Telégrafo.
- El patinaje artístico es otro de los fuertes en este municipio, cuenta con instalaciones deportivas para el disfrute de este deporte, el club ripense es UPRIVAS y entre sus patinadores encontramos campeones de España y representantes internacionales.[17]
- En febrero de 2016 fue sede de la primera Copa de España de quidditch.[18]